# Aladdin Sane
| Recensione       | Giudizio |
| ---------------- | -------- |
| Ondarock         |          |
| AllMusic         |          |
| Piero Scaruffi   |          |
| Rolling Stone    |          |
| Sputnikmusic     |          |
| Robert Christgau | B+       |

Aladdin Sane è il sesto album in studio del cantautore inglese David Bowie, pubblicato nel 1973 dalla RCA Records e ristampato su compact disc per la prima volta nel 1984.
Con 4,6 milioni di copie vendute in tutto il mondo rappresenta uno dei maggiori successi commerciali del cantante, il primo a raggiungere la vetta della classifica nel Regno Unito e a entrare nella Top 20 negli Stati Uniti.
Si trova al 279º posto nella lista dei 500 migliori album della rivista Rolling Stone, al 230º posto in quella di NME e al 64º posto nella classifica dei 100 migliori album britannici di tutti i tempi del settimanale The Observer.

## Storia
Rappresenta l'ideale diario di viaggio di un europeo sbarcato negli Stati Uniti, una terra dalla quale Bowie era sempre stato affascinato. Le canzoni vennero scritte durante la parte americana dello Ziggy Stardust Tour 1972 e anche se per alcuni versi l'album rappresentava la continuazione dello stile e dei temi musicali e lirici del glam rock di The Rise and Fall of Ziggy Stardust and the Spiders from Mars, il suono e lo stile risultarono meno organici del suo predecessore. Come ha scritto Stephen Thomas Erlewine di AllMusic, «in Aladdin Sane non c'è un sound o un tema distintivo che renda l'album coeso, è Bowie che viaggia sulla scia di Ziggy Stardust, il che significa che c'è una grande quantità di materiale classico ma l'album non è abbastanza focalizzato per essere considerato un classico».
La dimensione teatrale venne ulteriormente esplorata in tracce come Time e Cracked Actor, ma la vera novità fu probabilmente la dimensione extra-europea delle sonorità, da quelle latine di Panic in Detroit e Lady Grinning Soul al doo-wop anni cinquanta di The Prettiest Star e Drive in Saturday, che insieme al jazz d'avanguardia della title track, dominata dalle evoluzioni pianistiche del pianoforte di Mike Garson, restituirono suggestioni del mondo d'oltreoceano. Da un certo punto di vista Aladdin Sane celebrò il requiem del periodo glam di Bowie, che iniziò ad andare alla ricerca di nuove sfide, sbarazzandosi del suo alter ego Ziggy/Aladdin facendolo "morire" sul palco nell'ultimo concerto dell'Aladdin Sane Tour e sciogliendo gli Spiders from Mars.
Dal punto di vista concettuale, il tema di fondo di almeno una parte dell'album riguardò la definizione di sanità mentale e il concetto di apprendimento su come affrontare le difficoltà. Come suggerisce James Perone in The Words and Music of David Bowie, se le canzoni di Ziggy Stardust si occupavano di come far fronte alla celebrità e alle gelosie professionali, di come affrontare la realtà della vita per i giovani, molte delle tracce di Aladdin Sane riguardarono il modo di affrontare il proprio stato psicologico. I testi parlano di eccessi, di stelle in declino e di sesso comprato, di party senza fine, di droga e alcool, un mondo di lustrini, di luci e ombre dove finzione e realtà si confondono. L'aspirante rockstar che immaginava cosa volesse dire essere famosi lascia il posto allo specchio in cui si riflette l'immagine di chi quel successo l'aveva raggiunto.

## Ispirazioni e influenze
(David Bowie)
Aladdin Sane contiene una serie di composizioni originate dalle impressioni di viaggio di Bowie negli Stati Uniti, un percorso fatto in treno e in bus Greyhound nell'autunno 1972, e l'idea del diario di uno straniero in America fu enfatizzata dalla scelta di associare una città ad ogni traccia, ad eccezione di Let's Spend the Night Together: da New York (Watch That Man) a Seattle-Phoenix (Drive-In Saturday), Detroit (Panic in Detroit), Los Angeles (Cracked Actor), New Orleans (Time) e ancora Detroit e New York (The Jean Genie). A queste furono aggiunte la RHMS Ellinis (la title track), la nave che riportò a casa David alla fine dell'anno, Londra (Lady Grinning Soul) e, più specificatamente, Gloucester Road (The Prettiest Star).

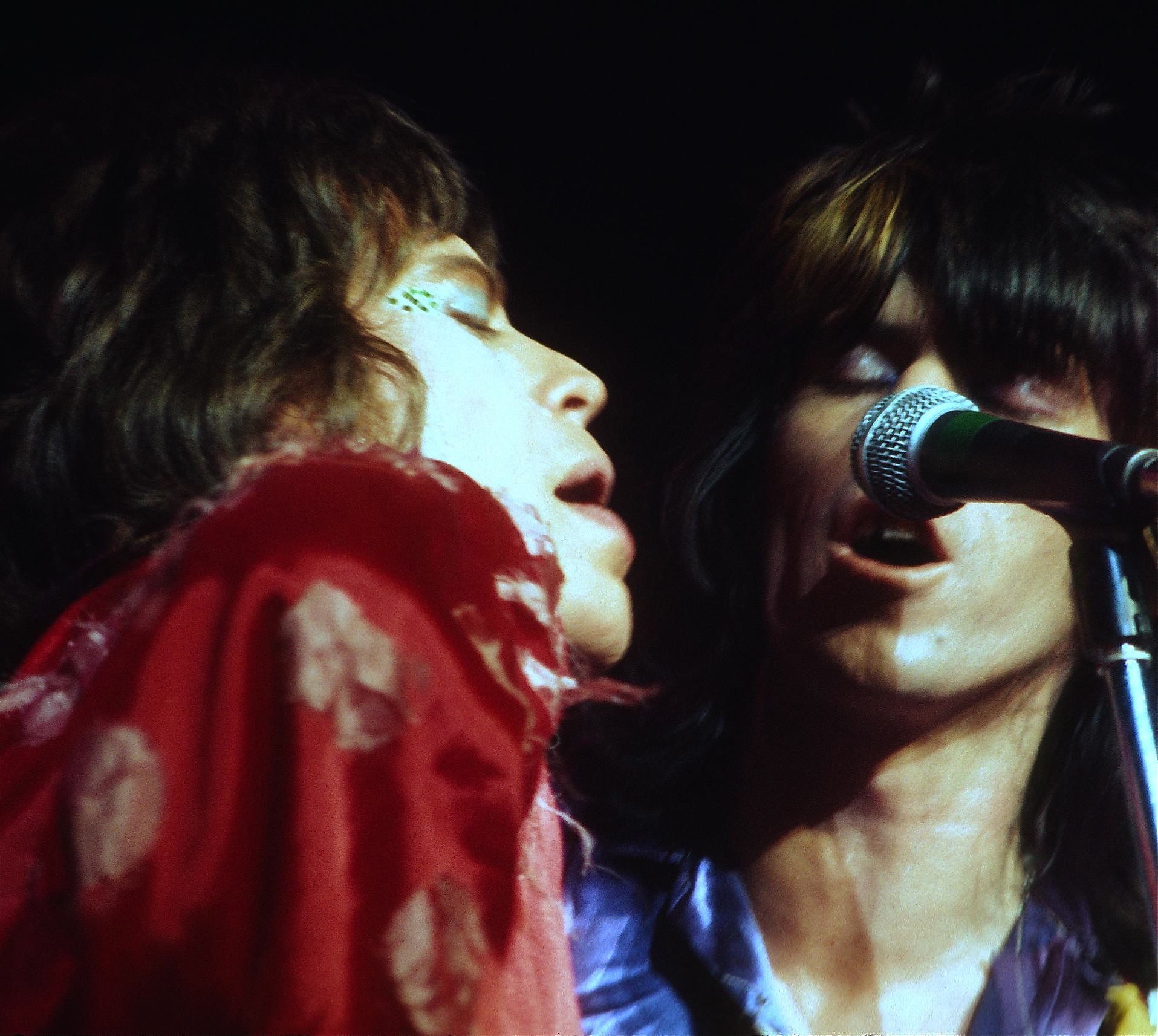
L'influenza sull'album da parte dei Rolling Stones emerge in alcune sonorità, nei riferimenti e nelle citazioni.

«Aladdin Sane era da una parte un'estensione di Ziggy», spiego Bowie, «d'altro canto era più soggettivo, Aladdin Sane era la mia idea dell'America rock 'n' roll. Ero coinvolto in quel grande circuito di concerti e non mi piaceva molto. Perciò inevitabilmente la mia scrittura rifletteva il tipo di schizofrenia che attraversavo. Volevo essere sul palco a cantare le mie canzoni, ma nello stesso tempo non volevo stare su quegli autobus con tutta quella gente strana. Dal momento che sono fondamentalmente una persona tranquilla era difficile venirne a capo. Così Aladdin Sane era diviso a metà».
Il concetto di "Ziggy in America" pone l'accento sull'anima rock'n'roll che pervade l'album e sui testi, in cui la realtà d'oltreoceano è raccontata attraverso racconti futuristi (Drive In Saturday, Panic In Detroit), parodistici (Cracked Actor, Watch That Man) ma anche sognanti e malinconici (The Prettiest Star, Lady Grinning Soul). Tra immagini di vite degenerate, violenza, tossicomani e gangster eroinomani affiora una nostalgia per il rock 'n' roll anni cinquanta e l'età d'oro di Hollywood e per alcuni aspetti l'album raffinò i temi già presenti in quelli precedenti: religione, scienza e fantascienza e la degradazione della vita umana nel vuoto spirituale.
La velocità di sviluppo dell'album e l'"americanismo" nella scrittura di Bowie conferirono a Aladdin Sane un taglio più duro. «Volevamo farlo molto più ruvido», ha detto in seguito il produttore Ken Scott. «Anche Ziggy era rock 'n' roll, ma un rock più raffinato. David voleva che certi pezzi suonassero come i Rolling Stones ed il rock 'n' roll più rozzo». L'impronta degli Stones sull'album è ampiamente presente, oltre che con la cover di Let's Spend the Night Together, con riferimenti a Mick Jagger (Drive-In Saturday) e Brown Sugar (Watch That Man), ispirata dalla cantante soul americana Claudia Lennear a cui Bowie aggiunse il suo contributo in Lady Grinning Soul.
Il gioco di parole del titolo a un certo stadio della lavorazione del disco sembrava che dovesse essere il meno equivoco A Lad Insane (Un ragazzo folle). Un titolo precedente e più criptico era Love Aladdin Vein, come spiegò il cantante a Disc & Music Echo: «L'album riguarda gli Stati Uniti... in origine mi sembrava che Love Aladdin Vein andasse bene, poi ho pensato "Forse non dovrei scriverli così facilmente", così l'ho cambiato. E poi "Vein", c'era la faccenda della droga, ma dopo tutto non è così universale».

## Registrazione

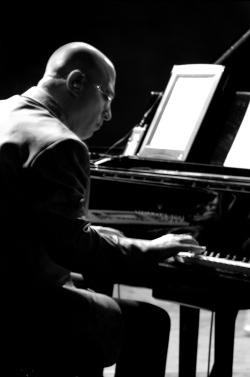
L'ingresso del pianista Mike Garson permette a Bowie di esplorare il jazz d'avanguardia.

Le sessioni cominciarono a New York il 6 ottobre 1972 con l'incisione di The Jean Genie e i primi di dicembre, terminata la parte americana dello Ziggy Stardust Tour, proseguirono con The Prettiest Star, Drive-In Saturday e Let's Spend the Night Together. Le restanti tracce furono registrate il mese successivo a Londra, dopo il ritorno in patria, e si conclusero il 24 gennaio 1973 con Panic In Detroit. Il giorno dopo David si imbarcò di nuovo per gli Stati Uniti per iniziare l'Aladdin Sane Tour e le ultime rifiniture dell'album furono aggiunte a New York.
Bowie si occupò di nuovo della produzione insieme a Ken Scott, con l'assistenza di Mike Moran. Agli Spiders from Mars si aggiunsero nuovi musicisti che avrebbero partecipato anche al tour fino alla fine del 1973: i sassofonisti Ken Fordham e Brian "Bux" Wilshaw e soprattutto il pianista jazz Mike Garson, che dette un'impronta decisiva all'album come ha confermato in seguito Bowie: «Non ti verrebbe mai in mente di inserire un pianista d'avanguardia nel contesto di una formazione di puro rock 'n' roll, ma funzionò bene. Apportò una qualità di tessitura molto interessante, l'album non avrebbe avuto lo stesso feeling se non ci fosse stato Mike».
Completarono la formazione le coriste Juanita "Honey" Franklin e Linda Lewis, che due anni dopo avrebbe ottenuto un grande successo con la cover di The Shoop Shoop Song (It's in His Kiss), oltre a Geoffrey Mac Cormack (citato nei crediti come G.A. MacCormack) alla prima di una lunga serie di collaborazioni con Bowie negli anni settanta.
Le sessioni produssero diverse tracce non utilizzate tra cui All the Young Dudes, già pubblicata nel luglio 1972 dai Mott the Hoople, e la cosiddetta "Sax Version" di John, I'm Only Dancing, esclusa dall'album e pubblicata solo come 45 giri. Secondo alcune fonti sarebbe stato registrato anche un demo strumentale di circa 6 minuti intitolato Zion, che incorporava parti della title track e di quella che sarebbe poi diventata Sweet Thing (Reprise), anche se è probabile che la registrazione sia avvenuta qualche mese dopo, nel periodo di Pin Ups.

## Pubblicazione e accoglienza
(Charles Shaar Murray, New Musical Express, 14 aprile 1973)
L'album fu pubblicato il 13 aprile 1973, mentre il cantante era impegnato in Giappone con l'Aladdin Sane Tour, con 100 000 copie già prenotate che gli garantirono lo status di disco britannico più rapidamente venduto dai tempi dei Beatles.
Dopo aver passato l'ultimo anno quasi ininterrottamente in tournée e contemporaneamente impegnato in lavori di composizione e produzione per i Mott the Hoople (All the Young Dudes), Lou Reed (Transformer) e gli Stooges (Raw Power), e dopo l'enorme successo di The Rise and Fall of Ziggy Stardust and the Spiders from Mars, Bowie era ormai diventato una star e le aspettative per il nuovo disco erano ovviamente molto alte.
Sebbene molte delle recensioni fossero positive, soprattutto in patria non mancarono le critiche da parte della stampa musicale. «Togliete l'immagine di Bowie e non rimane nulla» scrisse Dave Laing su Let It Rock, «la sua roba mi ricorda sempre di più i Beatles prima che si sciogliessero, i ghirigori senza scopo di Abbey Road, quando non avevano nulla da dire e tutti i modi per farlo...» Su Melody Maker l'album fu definito «superficialmente mozzafiato e fondamentalmente frustrante... c'è molto per abbagliare gli occhi e le orecchie, ma poco per muovere la mente o il cuore», evidenziando come i testi fossero intensi ma confusi e frammentari e i brani eseguiti con una brutale eleganza ma con la sensazione che non sarebbero stati ricordati a lungo. Chi aveva sostenuto Bowie nei primi tempi era sconcertato nel constatare che il cantante era diventato l'idolo per adolescenti urlanti e le rubriche di corrispondenza delle riviste specializzate cominciarono a registrare lamentele a proposito della sua "svendita".
Negli Stati Uniti Aladdin Sane ricevette un'accoglienza migliore da parte della stampa. La rivista Billboard lo definì una combinazione di "pura energia e rock esplosivo", elogiando soprattutto Watch That Man, The Jean Genie e Lady Grinning Soul e notando che «l'impatto sonoro è importantissimo e c'è molto impegno vocale ed esuberanza strumentale». Su Rolling Stone, Ben Gerson sottopose l'album ad un'attenta analisi, pur basandosi molto sulla presunta omosessualità di David soprattutto a proposito di Cracked Actor e Let's Spend the Night Together, e concluse affermando che «grazie a melodie provocatorie, testi audaci, arrangiamenti e produzione magistrali» Bowie era ormai una stella di prima grandezza.

### Classifiche
Mentre per gli album precedenti, ad eccezione di Ziggy Stardust, il consenso unanime della stampa non aveva trovato un riscontro nelle vendite, nel caso di Aladdin Sane avvenne esattamente il contrario e nonostante la tiepida accoglienza nel Regno Unito l'album fece il suo ingresso in classifica direttamente al 1º posto, rimanendovi per cinque settimane.
Si trattò di un successo senza precedenti per Bowie che oltre a raggiungere per la prima volta la vetta della classifica in patria, con 27 settimane di permanenza nella top ten, piazzò il disco al 4º posto nei Paesi Bassi, all'8º in Italia, al 7º in Australia e al 17º negli Stati Uniti, entrando per la prima volta nella Top 20.
Aladdin Sane è stato certificato disco d'oro nel 1981 dalla Syndicat national de l'édition phonographique in Francia, nel 1983 dalla RIAA negli Stati Uniti e nel 2013 dalla BPI nel Regno Unito, dove si è riaffacciato in classifica in occasione di alcune riedizioni. Nel 2016, dopo la morte di David Bowie l'album ha guadagnato nuova popolarità ed è tornato nella Official Albums Chart arrivando al 22º posto.
Il 27 dicembre 2019 è stato certificato disco di platino nel Regno Unito.
| Paese       | Anno | Posizione | Classifica                                    |
| ----------- | ---- | --------- | --------------------------------------------- |
| Australia   | 1973 | 7         | ARIA Albums Chart                             |
| Australia   | 2016 | 33        | ARIA Albums Chart                             |
| Belgio      | 2013 | 162       | Ultratop 200 Albums                           |
| Francia     | 2003 | 89        | Syndicat national de l'édition phonographique |
| Italia      | 1973 | 8         | Classifica Album                              |
| Italia      | 2003 | 53        | Classifica Album                              |
| Norvegia    | 1973 | 11        | VG-lista                                      |
| Paesi Bassi | 1973 | 4         | Dutch Top 40                                  |
| Regno Unito | 1973 | 1         | Official Albums Chart                         |
| Regno Unito | 1983 | 49        | Official Albums Chart                         |
| Regno Unito | 1990 | 43        | Official Albums Chart                         |
| Regno Unito | 2003 | 53        | Official Albums Chart                         |
| Regno Unito | 2013 | 56        | Official Albums Chart                         |
| Regno Unito | 2016 | 22        | Official Albums Chart                         |
| Stati Uniti | 1973 | 17        | Billboard 200                                 |

## Copertina

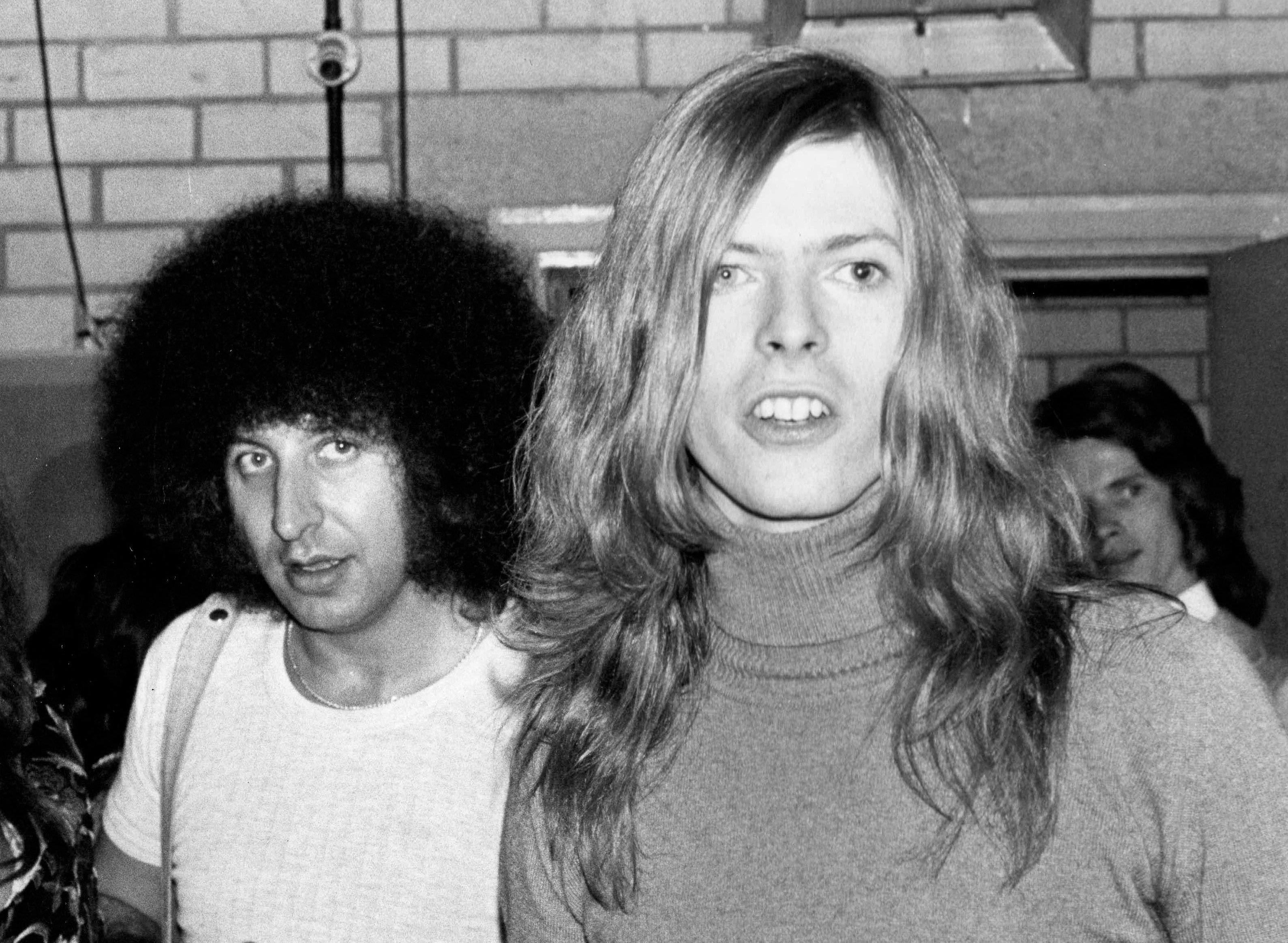
Defries con Bowie nei primi anni settanta

La copertina riporta la foto del cantante a torso nudo, con gli occhi chiusi, i capelli e il volto diviso in due da una saetta rossa e blu mentre una lacrima gli scivola lungo la clavicola. Lo shooting per la copertina era diretto da Celia Philo. Il fotografo Brian Duffy, presentato a David dal manager Tony Defries, credeva che il disegno del fulmine fosse stato ispirato al cantante da un anello appartenuto ad Elvis Presley, ma l'immagine aveva implicazioni più ampie e il trucco opera di Pierre La Roche rappresentava una deliberata espressione della personalità scissa del personaggio.
Lo stesso Bowie ha ammesso che la lacrima fu invece un'idea di Duffy: «Ce l'ha messa in seguito, ho pensato che fosse una cosa piuttosto dolce». Entusiasta del risultato, Defries insistette con la RCA per riprodurre la copertina con un inedito sistema a sette colori, un processo che non era possibile in quel periodo nel Regno Unito e che richiese l'intervento di un tipografo di Zurigo.
In Italia, al fine di anticipare al massimo l'uscita dell'album la RCA decise di distribuire la prima tiratura con una copertina provvisoria completamente bianca con il nome dell'artista e dell'album. La copertina ufficiale fu distribuita successivamente e a chi aveva acquistato l'album fu permesso di richiederla gratuitamente nei negozi di dischi.

## Tracce
Testi e musiche di David Bowie, tranne dove diversamente indicato.
Lato A
1. Watch That Man (New York) – 4:25
2. Aladdin Sane (1913-1938-197?) (R.H.M.S. "Ellinis") – 5:06
3. Drive-In Saturday (Seattle-Phoenix) – 4:33
4. Panic in Detroit (Detroit) – 4:25
5. Cracked Actor (Los Angeles) – 3:01

Lato B
1. Time (New Orleans) – 5:15
2. The Prettiest Star (Gloucester Road) – 3:31
3. Let's Spend the Night Together – 3:10 (Jagger, Richards)
4. The Jean Genie (Detroit and New York) – 4:07
5. Lady Grinning Soul (London) – 3:54

### Bonus disc della riedizione 2003
Testi e musiche di David Bowie.
1. John, I'm Only Dancing (Sax Version, 1973) – 2:45
2. The Jean Genie (Versione 45 giri, 1972) – 4:07
3. Time (Versione 45 giri, 1973) – 3:43
4. All the Young Dudes (Mono mix, 1972) – 4:12
5. Changes (Live alla Boston Music Hall, 1º ottobre 1972) – 3:20
6. The Supermen (Live alla Boston Music Hall, 1º ottobre 1972) – 2:42
7. Life on Mars? (Live alla Boston Music Hall, 1º ottobre 1972) – 3:25
8. John, I'm Only Dancing (Live alla Boston Music Hall, 1º ottobre 1972) – 2:40
9. The Jean Genie (Live al Civic Auditorium di Santa Monica, 20 ottobre 1972) – 4:10
10. Drive-In Saturday (Live al Public Auditorium di Cleveland, 25 novembre 1972) – 4:53

## Formazione
- David Bowie - voce, chitarra, sassofono, armonica a bocca, sintetizzatore
- Mick Ronson - chitarra, pianoforte, cori
- Trevor Bolder - basso
- Mick Woodmansey - batteria
- Mike Garson - pianoforte
- Ken Fordham - sassofono, flauto
- Brian Wilshaw - sassofono, flauto
- G.A. MacCormack - cori
- Juanita "Honey" Franklin - cori
- Linda Lewis - cori

## Descrizione dei brani

### Watch That Man
Uscito in Italia come lato B di Let's Spend the Night Together, il brano che apre Aladdin Sane evidenzia un cambio di direzione rispetto all'album precedente. Alcune fonti sostengono che Watch That Man sia una sorta di omaggio a Mick Jagger mentre secondo un'altra teoria trarrebbe ispirazione dalla performance di David Johansen con i New York Dolls avvenuta nell'ottobre 1972 al Mercer Arts Center di Manhattan.

### Aladdin Sane (1913–1938–197?)
Descritta dal biografo David Buckley come la "canzone chiave" dell'album, fu composta nel dicembre 1972 a bordo del Transatlantico RMHS Ellinis, durante il viaggio verso Londra dopo il primo tour negli Stati Uniti. Come avrebbe dichiarato in seguito, si trattò di una conseguenza della «sensazione di catastrofe imminente che provai in America nel periodo del mio soggiorno in quel Paese».

### Drive-In Saturday
Secondo singolo estratto dall'album e definito dal biografo David Buckley il migliore del periodo glam di Bowie insieme a Rebel Rebel, non venne distribuito negli Stati Uniti a causa del rifiuto della divisione americana della RCA che gli preferì Time. La canzone contiene molte citazioni, da Mick Jagger a Marc Bolan, da Carl Gustav Jung a Twiggy, la prima supermodella della Swinging London che sarebbe apparsa sulla copertina di Pin Ups.

### Panic in Detroit
Lo stesso anno venne pubblicata in Giappone come lato B di Time e l'anno successivo come lato B di Knock on Wood e Rock 'n' Roll with Me, in una versione live registrata durante il Diamond Dogs Tour. Bowie trasse ispirazione da una notte passata a New York con Iggy Pop, giunto in aereo da Los Angeles per assistere al concerto alla Carnegie Hall del 28 settembre e che gli raccontò le pittoresche imprese dei rivoluzionari di Detroit che aveva appreso durante l'infanzia.

### Cracked Actor
«Un vivido e potente racconto di Hollywood, eroina e crudeltà sessuale», come scrisse Melody Maker il 19 aprile 1973, il brano descrive il declino di un ex divo del cinema costretto a pagare per ottenere prestazioni sessuali, un ritratto decadente di droga e sesso a pagamento che Bowie scrisse durante il suo soggiorno a Los Angeles alla fine di ottobre del 1972.

### Time
Scelta come singolo per il mercato statunitense al posto di Drive-In Saturday, venne distribuita in una versione notevolmente ridotta rispetto a quella presente nell'album. Definita «un po' Brecht/Weill e un po' Brel» da Ben Gerson di Rolling Stone, con questa canzone Bowie torna su un tema già affrontato nel recente passato, ovvero lo scorrere inesorabile del tempo.

### The Prettiest Star
Una prima versione, degna di nota soprattutto per la presenza alla chitarra solista di Marc Bolan, era stata pubblicata come 45 giri il 6 marzo 1970, una vera e propria dichiarazione d'amore scritta per Mary Angela Barnett che sarebbe diventata sua moglie due settimane dopo. La versione registrata per Aladdin Sane è caratterizzata da un accompagnamento vocale in stile "doo-wop" e da una sezione fiati da Hollywood anni cinquanta, oltre che da un sostanzioso assolo di chitarra di Mick Ronson.

### Let's Spend the Night Together
La cover del brano dei Rolling Stones venne pubblicata su 45 giri ma non uscì nel Regno Unito. Probabilmente non era stata concepita semplicemente come un omaggio a Jagger e Richards ma come un'estensione di Ziggy Stardust, un adattamento glam che con il testo aggiunto alla fine del brano suggerisce l'unione fisica di due ragazzi come un atto di sfida nei confronti dei loro genitori.

### The Jean Genie
Primo singolo estratto dall'album, è una delle canzoni più famose di Bowie e una delle più eseguite nei concerti, oltre ad aver rappresentato il suo più notevole successo commerciale fino a quel momento. The Jean Genie venne riconosciuta da Bowie sin dall'inizio come una canzone ispirata alla figura di Iggy Pop, mentre non ha mai ammesso che il più volte suggerito riferimento allo scrittore francese Jean Genet sia stato intenzionale.

### Lady Grinning Soul
L'ultima traccia è un omaggio alla cantante soul americana Claudia Lennear, già ispiratrice due anni prima di Brown Sugar dei Rolling Stones. La performance vocale sommessa e profonda, secondo Ben Gerson di Rolling Stone «la più espansiva e sincera dell'album», chiude la successione di immagini violente e paranoiche di Aladdin Sane con una diffusa atmosfera di serenità e abbandono dei sensi.

## Riedizioni
La prima edizione su compact disc è del 1984, anno in cui furono ripubblicati anche i dischi precedenti di Bowie che diventò così la prima rockstar ad avere l'intera produzione in formato digitale.
Tra le varie riedizioni da ricordare quella rimasterizzata del 1990, l'unica della serie EMI/Rykodisc senza tracce bonus, e quella distribuita nel 2003 in occasione del 30º anniversario, con un bonus disc contenente dieci tracce.
| Anno | Formato | Etichetta     | Paese                                       | Note                                       |
| ---- | ------- | ------------- | ------------------------------------------- | ------------------------------------------ |
| 1984 | CD      | RCA Records   | Europa, USA                                 |                                            |
| 1984 | LP      | RCA Records   | Regno Unito                                 | Picture disc, edizione limitata            |
| 1990 | CD      | EMI/Rykodisc  | Europa, USA, Canada, Giappone               | Edizione rimasterizzata                    |
| 1990 | LP      | Rykodisc      | USA                                         | Edizione limitata                          |
| 1990 | LP      | EMI           | Regno Unito, Italia, Brasile                | Edizione rimasterizzata                    |
| 1999 | CD      | EMI/Virgin    | Europa, USA, Giappone, Australia            | Edizione limitata                          |
| 1999 | LP 180g | EMI           | Regno Unito                                 |                                            |
| 2001 | LP      | Simply Vinyl  | Regno Unito                                 | Edizione rimasterizzata                    |
| 2003 | 2xCD    | EMI/Virgin    | Europa, USA                                 | Edizione rimasterizzata (30º anniversario) |
| 2007 | CD      | EMI           | USA, Giappone                               | Edizione rimasterizzata                    |
| 2009 | SHM-CD  | EMI           | Giappone                                    | Edizione rimasterizzata                    |
| 2013 | CD      | EMI/Universal | Europa, Brasile, Giappone                   | Edizione rimasterizzata                    |
| 2014 | CD      | Parlophone    | USA, Giappone                               | Edizione rimasterizzata                    |
| 2015 | CD      | Parlophone    | Europa, USA, Argentina, Giappone, Australia | Edizione rimasterizzata                    |
| 2016 | LP      | Parlophone    | Europa                                      | Edizione rimasterizzata                    |